# Francisco de Paula Alcántara
Francisco de Paula Anastasio Alcántara Piñango (Caracas, Provincia de Caracas, Capitanía General de Venezuela, 27 de abril de 1778 - La Victoria, Provincia de Aragua, Venezuela, 20 de febrero de 1848) fue un militar venezolano que combatió en la Guerra de Independencia de Venezuela y en los primeros conflictos internos de su país independiente.

## Vida
Hijo de José Timoteo Alcántara y Ramona Antonia Piñango. Participa en la Revolución del 19 de abril de 1810 siendo el primero en recibir la Condecoración Heroico Patriotismo. Sirvió en las campañas de 1812 como oficial de un escuadrón de dragones a las órdenes del teniente general Francisco de Miranda. Tras la Capitulación de San Mateo (25 de julio) emigra a Curazao, donde se une a Simón Bolívar y otros oficiales exiliados. Bajo la dirección de éste sirve en la Campaña del Magdalena, la Campaña Admirable y la Primera Batalla de Carabobo. En 1814 acompaña al general Rafael Urdaneta en la Emigración de Occidente para buscar refugio en Nueva Granada. Desde Cartagena de Indias sale para Haití y en 1816 se integra a la primera Expedición de Los Cayos y acompaña al brigadier Gregor McGregor en la Retirada de los Seiscientos. Tras su buena actuación en la Campaña de Guayana, en 1817 asciende a coronel.
Participa en la Campaña del Centro, la Campaña de Apure y la Campaña Libertadora de la Nueva Granada. En 1825, con Trinidad Linares tuvo un hijo llamado Francisco Linares Alcántara, presidente liberal entre 1877 y 1878 y el primero en ser asesinado mientras ocupaba el cargo. En 1835 se une a los rebeldes en la Revolución de las Reformas siendo general. Durante la insurrección campesina de 1846 permanece al lado del gobierno conservador, enfrentando partidas rebeldes en Aragua.